# ورم شحمي عضلي وعائي
الأورام الشحمية العضلية الوعائية (بالإنجليزية: Angiomyolipomas)‏ هي أكثر الأورام الحميدة شيوعًا في الكلية، وعلى الرغم من أنها تُعتبر حميدة إلا أنها قد تتطور لتُسبب ضعف وظائف الكلى أو قد تتوسع الأوعية الدموية وتنفجر مُسببةً نزيف.
الأورام الشحمية العضلية الوعائية الكبيرة يُمكن معالجتها بإحداث الانسداد. علاج هذه الأورام بالأدوية لا زال قيد البحث.